# 金子裕 (俳優)
金子 裕（かねこ ひろし、1975年12月8日 - ）は、日本の俳優である。
東京都出身。日本大学芸術学部演劇学科卒業。所属事務所はイイジマルーム。
日本大学芸術学部演劇学科の卒業生を中心に旗揚げされた『劇団虎のこ』が上映しているすべての作品の脚本・演出を手がけ、役者としても出演している。

## 出演

### テレビドラマ
- 花王・愛の劇場 ぽっかぽか2（1995年、TBSテレビ）
- じんべえ 第3話（1998年10月26日、フジテレビ）
- 君といた未来のために 〜I'll be back〜 第4話（1999年2月6日、日本テレビ）
- 金曜エンタテイメント 盗撮・覗かれた主婦（2000年3月24日、フジテレビ）
- 仮面ライダーアギト（2001年、テレビ朝日）
- 大河ドラマ 徳川慶喜（2003年、NHK）
- 獄窓記（2005年4月20日、TBSテレビ）
- 鹿男あをによし 第2話（2008年1月23日、フジテレビ） - 教師 役
- 土曜ワイド劇場 弁護士茜沢翔子の人生相談承ります!（2008年9月20日、テレビ朝日）
- 月までの距離（2008年10月1日、フジテレビ）
- 特命係長 只野仁（2009年、テレビ朝日）
- 土曜ワイド劇場ぽっかや (温泉医) 事件カルテ7（2009年3月21日、テレビ朝日）
- 誘拐 KIDNAPPING（2009年8月2日、WOWOW）
- ママはニューハーフ（2009年4月 - 6月、テレビ東京） - 船堀やすし 役
- 金曜プレステージ 屋台弁護士III（2009年9月11日、フジテレビ）
- インディゴの夜（2010年1月、東海テレビ/フジテレビ） - 小野武雄 役
- 新・警視庁捜査一課9係 season3 第7話（2011年8月17日、テレビ朝日）
- 検事・霞夕子3（2012年） - 山中刑事 役
- 月曜ゴールデン
  - 「刑事シュート しゅうと&ムコの事件日誌1」（2008年） - 五十嵐刑事 役
  - 「税務調査官・窓際太郎の事件簿25」（2013年） - 河原大輔 役
  - 「イソベン・里村タマミの事件簿2」（2013年） - 新倉刑事 役
- 水曜ミステリー9 みちのく麺食い記者 宮沢賢一郎3（2014年7月30日、テレビ東京） - 田中敬二 役
- 金曜プレステージ命ある限り戦え、そして生き抜くんだ（2014年8月15日、フジテレビ）
- 月曜名作劇場 ヤメ判 新堂謙介 殺しの事件簿4（2016年9月5日、TBS） - 梅崎龍一 役

### 映画
- 劇場版 仮面ライダーアギト PROJECT G4（2001年） - 深海の部下 役